# Saint-Paul-lès-Dax
Pour les articles homonymes, voir Saint-Paul et Dax (homonymie).
Saint-Paul-lès-Dax [sɛ̃ pɔl lɛ daks] est une commune du Sud-Ouest de la France, située dans le département des Landes (région Nouvelle-Aquitaine). 
Ses habitants sont appelés les Saint-Paulois. Appartenant à l’agglomération de Dax, elle est la quatrième commune du département par la population, après Mont-de-Marsan, Dax et Biscarrosse.

## Géographie

Représentations cartographiques de la commune
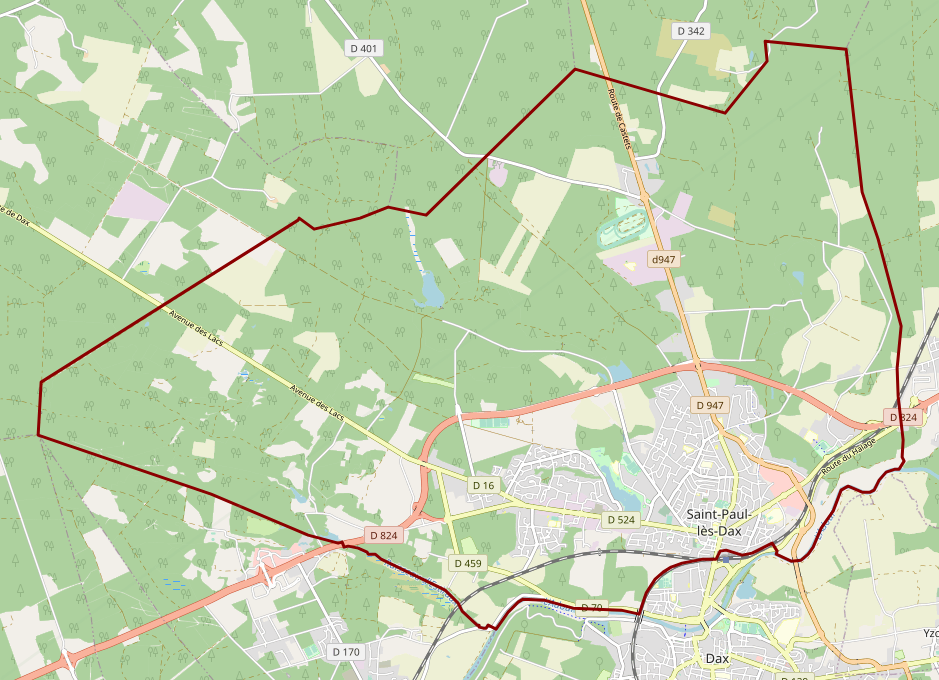
Carte OpenStreetMap.
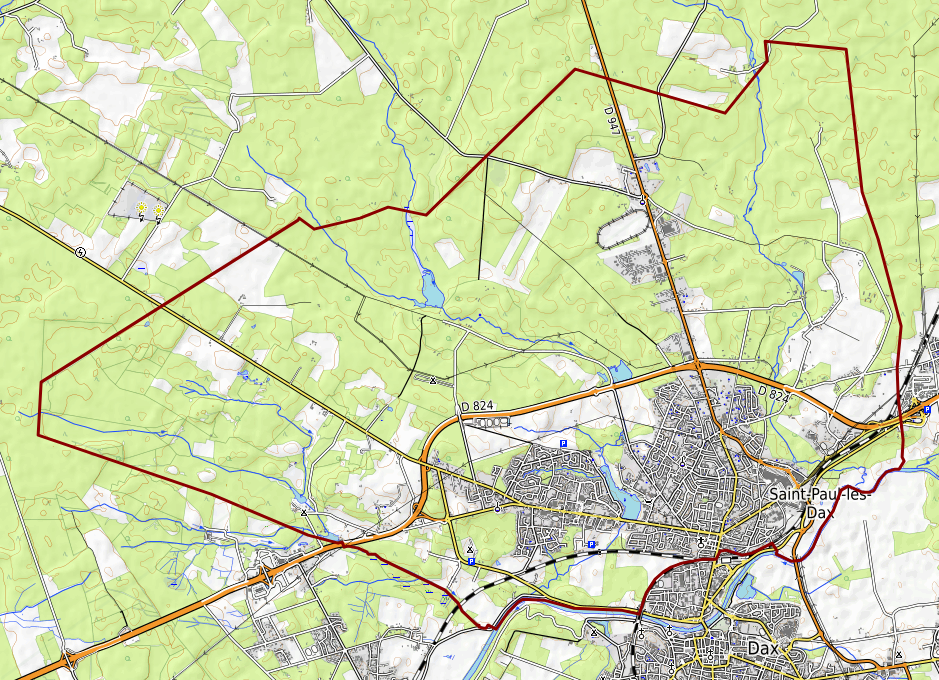
Carte topographique.

### Localisation
Commune située sur la rive droite de l'Adour, au nord et face à la ville de Dax.

### Communes limitrophes
Les communes limitrophes sont  Angoumé, Dax, Gourbera, Herm, Magescq, Mées, Rivière-Saas-et-Gourby, Saint-Vincent-de-Paul et Yzosse.
| Magescq                                                | Herm               | Gourbera              |
| Rivière-Saas-et-Gourby, Angoumé, (par un quinquepoint) | Saint-Paul-lès-Dax | Saint-Vincent-de-Paul |
| Mées                                                   | Dax                | Yzosse                |

### Hydrographie
Les ruisseaux de Cabanes et de Poustagnac, affluents droit de l'Adour, confluent sur les terres de la commune.

### Climat
Pour des articles plus généraux, voir Climat de la Nouvelle-Aquitaine et Climat des Landes.
Historiquement, la commune est exposée à un climat océanique aquitain.  
En 2020, Météo-France publie une typologie des climats de la France métropolitaine dans laquelle la commune est exposée à un climat océanique et est dans la région climatique  Littoral charentais et aquitain, caractérisée par une pluviométrie élevée en automne et en hiver, un bon ensoleillement, des hiver doux (6,5 °C), soumis à la brise de mer.
Pour la période 1971-2000, la température annuelle moyenne est de 13,5 °C, avec une amplitude thermique annuelle de 13,9 °C. Le cumul annuel moyen de précipitations est de 1 254 mm, avec 12,2 jours de précipitations en janvier et 7,8 jours en juillet. Pour la période 1991-2020, la température moyenne annuelle observée sur la station météorologique la plus proche, située sur la commune de Dax à 2 km à vol d'oiseau, est de 14,5 °C et le cumul annuel moyen de précipitations est de 1 155,2 mm,. Pour l'avenir, les paramètres climatiques de la commune estimés pour 2050 selon différents scénarios d’émission de gaz à effet de serre sont consultables sur un site dédié publié par Météo-France en novembre 2022.

## Urbanisme

### Typologie
Au 1er janvier 2024, Saint-Paul-lès-Dax est catégorisée centre urbain intermédiaire, selon la nouvelle grille communale de densité à sept niveaux définie par l'Insee en 2022.
Elle appartient à l'unité urbaine de Dax, une agglomération intra-départementale regroupant treize  communes, dont elle est ville-centre,,. Par ailleurs la commune fait partie de l'aire d'attraction de Dax, dont elle est une commune du pôle principal,. Cette aire, qui regroupe 60 communes, est catégorisée dans les aires de 50 000 à moins de 200 000 habitants,.

### Occupation des sols

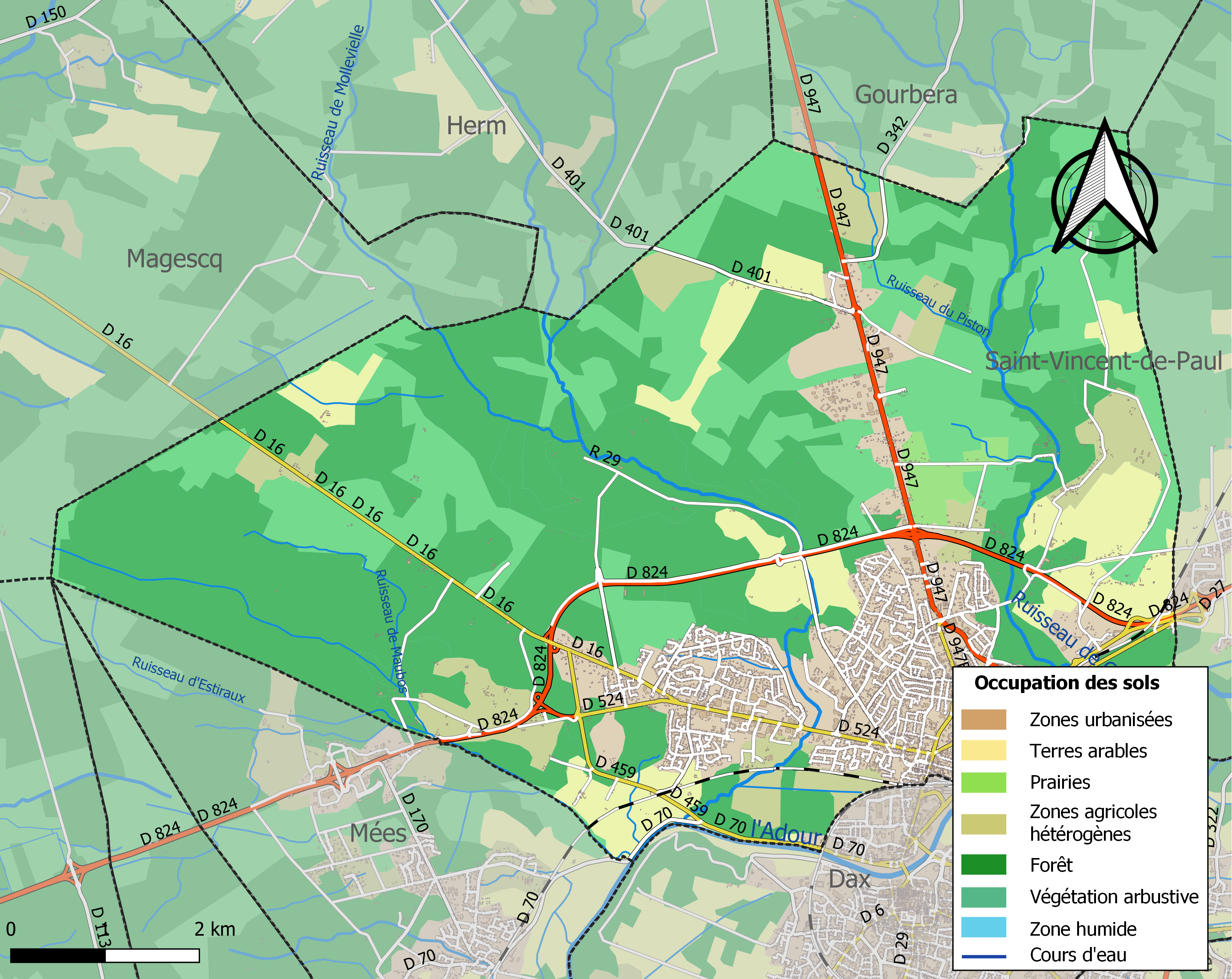
Carte des infrastructures et de l'occupation des sols de la commune en 2018 (CLC).

L'occupation des sols de la commune, telle qu'elle ressort de la base de données européenne d’occupation biophysique des sols Corine Land Cover (CLC), est marquée par l'importance des forêts et milieux semi-naturels (66,2 % en 2018), en diminution par rapport à 1990 (70,4 %). La répartition détaillée en 2018 est la suivante : forêts (44,8 %), milieux à végétation arbustive et/ou herbacée (21,4 %), zones urbanisées (13,6 %), terres arables (9,2 %), zones agricoles hétérogènes (6,6 %), zones industrielles ou commerciales et réseaux de communication (2,7 %), prairies (1,2 %), espaces verts artificialisés, non agricoles (0,6 %). L'évolution de l’occupation des sols de la commune et de ses infrastructures peut être observée sur les différentes représentations cartographiques du territoire : la carte de Cassini (XVIIIe siècle), la carte d'état-major (1820-1866) et les cartes ou photos aériennes de l'IGN pour la période actuelle (1950 à aujourd'hui).

### Risques majeurs
Le territoire de la commune de Saint-Paul-lès-Dax est vulnérable à différents aléas naturels : météorologiques (tempête, orage, neige, grand froid, canicule ou sécheresse), inondations, feux de forêts, mouvements de terrains et séisme (sismicité faible). Il est également exposé à un risque technologique,  le transport de matières dangereuses, et à un risque particulier : le risque de radon. Un site publié par le BRGM permet d'évaluer simplement et rapidement les risques d'un bien localisé soit par son adresse soit par le numéro de sa parcelle.

#### Risques naturels
La commune fait partie du territoire à risques importants d'inondation (TRI) de Dax, regroupant 13 communes concernées par un risque de débordement de l'Adour et du Luy, un des 18 TRI qui ont été arrêtés fin 2012 sur le bassin Adour-Garonne. Les événements significatifs antérieurs à 2014 sont les crues de l'Adour de 1770, 1879, 1952, 1981 et 2014. La crue du 6 avril 1770 est la plus forte crue enregistrée. La crue de février 1952 constitue quant à elle la crue de référence sur de nombreux secteurs du bassin de l’Adour. Des cartes des surfaces inondables ont été établies pour trois scénarios : fréquent (crue de temps de retour de 10 ans à 30 ans), moyen (temps de retour de 100 ans à 300 ans) et extrême (temps de retour de l'ordre de 1 000 ans, qui met en défaut tout système de protection). La commune a été reconnue en état de catastrophe naturelle au titre des dommages causés par les inondations et coulées de boue survenues en 1983, 1988, 1999, 2004, 2009, 2014 et 2020,.
Saint-Paul-lès-Dax est exposée au risque de feu de forêt. Depuis le 20 avril 2016, les départements de la Gironde, des Landes et de Lot-et-Garonne disposent d’un règlement interdépartemental de protection de la forêt contre les incendies. Ce règlement vise à mieux prévenir les incendies de forêt, à faciliter les interventions des services et à limiter les conséquences, que ce soit par le débroussaillement, la limitation de l’apport du feu ou la réglementation des activités en forêt. Il définit en particulier cinq niveaux de vigilance croissants auxquels sont associés différentes mesures,.
Les mouvements de terrains susceptibles de se produire sur la commune sont des tassements différentiels.
Le retrait-gonflement des sols argileux est susceptible d'engendrer des dommages importants aux bâtiments en cas d’alternance de périodes de sécheresse et de pluie. 9 % de la superficie communale est en aléa moyen ou fort (19,2 % au niveau départemental et 48,5 % au niveau national). Sur les 4 604 bâtiments dénombrés sur la commune en 2019, 84 sont en aléa moyen ou fort, soit 2 %, à comparer aux 17 % au niveau départemental et 54 % au niveau national. Une cartographie de l'exposition du territoire national au retrait gonflement des sols argileux est disponible sur le site du BRGM,.
Concernant les mouvements de terrains, la commune a été reconnue en état de catastrophe naturelle au titre des dommages causés par des mouvements de terrain en 1983 et 1999.

#### Risques technologiques
Le risque de transport de matières dangereuses sur la commune est lié à sa traversée par une ou des infrastructures routières ou ferroviaires importantes ou la présence d'une canalisation de transport d'hydrocarbures. Un accident se produisant sur de telles infrastructures est susceptible d’avoir des effets graves sur les biens, les personnes ou l'environnement, selon la nature du matériau transporté. Des dispositions d’urbanisme peuvent être préconisées en conséquence.

#### Risque particulier
Dans plusieurs parties du territoire national, le radon, accumulé dans certains logements ou autres locaux, peut constituer une source significative d’exposition de la population aux rayonnements ionisants. Selon la classification de 2018, la commune de Saint-Paul-lès-Dax est classée en zone 2, à savoir zone à potentiel radon faible mais sur lesquelles des facteurs géologiques particuliers peuvent faciliter le transfert du radon vers les bâtiments.

## Histoire

### Origine
Le hameau de Saint-Paul situé sur la rive droite de l’Adour à hauteur de la ville de Dax a son histoire étroitement liée à celle-ci. La situation particulière en fait une position avancée de défense de la ville et le passage obligé vers la Haute Lande.

### Époque gallo-romaine
Les trois vallées du Rancès, du Mahourat et d'Ardy sont le siège d’une économie agro-pastorale. Les noms des sites particuliers de Bilain ou de Vielle attestent de la présence en ces lieux de villas gallo-romaines et des recherches récentes ont décelé la réalité d’une activité artisanale d’exploitation du minerai de fer à Abesse dès le IIe siècle de notre ère (présence de bas fourneaux).
Au cours d'une intervention en amont de l'aménagement d'un lotissement, au lieu-dit Céros - Les Jardins de Lestrilles, a été découvert un site multiphasé couvrant l'Antiquité, la période médiévale et l'Époque moderne. L'implantation au Ier siècle de notre ère d'une villa gallo-romaine. L'occupation du site est avérée du Ier au IVe siècle.

### Moyen Âge
Au XIIe siècle à l'emplacement d'une des pièces chauffées de la villa est érigée une église à chevet plat. Il pourrait s'agir de l'église Saint-Sauveur de Quillac attestée dans un document ecclésiastique du XIIe siècle et oubliée depuis.
À la même époque ont trouve un témoignage écrit de l’aide apportée par Aliénor d’Aquitaine à la construction de l’église de Saint-Paul : refuge situé sur le chemin de Saint-Jacques-de-Compostelle et permettant d’accueillir et de soigner les pèlerins. On peut admirer l’abside de celle-ci témoignant de l’influence catalane et navarraise sur l'art local. La région tombant plus tard sous la domination anglaise du duc de Guyenne, un texte de 1326 fixera les limites des paroisses voisines par la pose d’une pierre restée célèbre : la pierre de Tinon. Le prince de Galles assujettira les habitants de Saint-Paul à la défense des remparts de Dax.

### Royauté absolue
Bien que les rois successifs Henri IV, Louis XIII ou Louis XIV aient apprécié la fidélité et les qualités guerrières des habitants, ils ont laissé peu de témoignages de leur générosité se contentant pour traverser le village de remettre en état les routes leur permettant de se rendre en Espagne. À cette époque, Jacques-François de Borda d'Oro y découvre une importante quantité de falun. 

### La Révolution
La commune de Saint-Paul naît avec la Révolution. Le 8 février 1790, elle obtient enfin son identité et devient indépendante sous le nom de Saint-Paul-lès-Dax en 1792. Le vaste territoire communal que doit gérer la nouvelle municipalité sera l’objet de convoitises de tous ses voisins, en particulier Dax qui a perdu là la majeure partie de son domaine agricole.
Au cours de la période de la Convention nationale (1792-1795), la commune porta le nom révolutionnaire de Bonnet-Rouge.

### LaRestaurationet l’Empire
Deux édiles municipaux mèneront une lutte acharnée pour sauvegarder le territoire communal. Le premier Haza Loustalet fixera les limites exactes après de nombreux procès avec les communes voisines. Le second Bertrand Geoffroy développera l’industrie métallurgique à Abesse et Ardy faisant de Saint-Paul l’un des centres les plus importants de la région. L’arrivée du train en gare de Saint-Paul ruinera cette économie et sera la cause de la perte du Sablar. 

### LaIIIeRépublique
C’est à cette époque que Saint-Paul prend une importance de plus en plus forte dans le département, allant jusqu’à concurrencer sa voisine. Elle le doit à un développement important de son industrie diversifiée : tuileries (Sougen-Prudet), fonderie (Maxalde), forges (Abesse, Ardy), scieries (Darricau, Lespare), minoterie (Lartigue à Poustagnac) et même une distillerie et une tannerie au Capot. Le bourg se structure autour de son école flambant neuve sous l’autorité d’un maire Auguste Lartigue qui de 1888 à 1919 présidera aux destinées de la commune.

### Époque contemporaine
Après la Seconde Guerre mondiale, la ville va connaître un nouvel essor grâce au développement de l’industrie du bâtiment. Sous l’impulsion de la municipalité, la population s’accroît rapidement et dépasse les 10 000 habitants grâce aux effets d’une politique volontariste de lotissements communaux. L’industrie thermale et touristique se développe autour du nouveau lac de Christus créé en 1974, favorisée par la présence des sources thermales découvertes à Sébastopol et SPDX1. L’activité commerciale prend un nouvel essor autour des deux grands axes : l’avenue de la Résistance (La Pince) et du boulevard Saint-Vincent-de-Paul (Le Mail). L’activité économique se développe dans la zone industrielle route de Castets.

## Héraldique
| Blason | Blasonnement : D'azur au corbeau de sable empiétant un demi-pain d'or, au chef cousu de gueules chargé de cinq pins aussi d'or. Commentaires : panis, labor, libertas, soit pain, travail, liberté (le pain du travail donne la liberté). |

## Politique et administration

### Liste des maires
| Période                           | Période        | Identité             | Étiquette          | Qualité |
| --------------------------------- | -------------- | -------------------- | ------------------ | --- |
| 30 Mai 1800 (10 prairial an VIII) | septembre 1820 | Charles LASSERRE     |                    | Docteur en médecine |
| septembre 1820                    | janvier 1831   | Simon HAZA LOUSTALET |                    | Propriétaire |
| janvier 1831                      |                | Jean GURS            |                    | Propriétaire ; Capitaine, retraité |
| 29 Juillet 1928                   | 1940           | Pierre Dupont        | Radical-socialiste | Retraité. Ancien Instituteur et Directeur d'école |
| 1953                              | 1965           | Camille Dussarthou   | SFIO               | Médecin - Député de 1962 à 1965 Conseiller général du canton de Dax (1961-1965) Décédé en fonctions                                                                     |
| octobre 1965                      | octobre 1980   | Henri Lavielle       | SFIO puis PS       | Directeur de coopérative Député de 1967 à 1980 Conseiller général du canton de Dax (1965-1973) Conseiller général du canton de Dax-Nord (1973-1980) Décédé en fonctions |
| 1980                              | mars 2001      | Jean-Pierre Pénicaut | PS                 | Député de 1980 à 1993 |
| mars 2001                         | 2012           | Danielle Michel      | PS                 | Coordinatrice emploi-formation Conseillère générale du canton de Dax-Nord de 1998 à 2011, sénatrice (2011-2017)                                                         |
| 2012                              | juillet 2020   | Cathy Delmon         | PS puis DVG        | Conseiller départemental du canton de Dax-1 |
| juillet 2020                      | En cours       | Julien Bazus         | PS                 | Conseiller régional Nouvelle-Aquitaine (2021-) |

### Politique environnementale
Dans son palmarès 2024, le Conseil national de villes et villages fleuris de France a attribué trois fleurs à la commune.

## Démographie
L'évolution du nombre d'habitants est connue à travers les recensements de la population effectués dans la commune depuis 1793. Pour les communes de plus de 10 000 habitants les recensements ont lieu chaque année à la suite d'une enquête par sondage auprès d'un échantillon d'adresses représentant 8 % de leurs logements, contrairement aux autres communes qui ont un recensement réel tous les cinq ans,.

En 2022, la commune comptait 14 114 habitants, en évolution de +7,81 % par rapport à 2016 (Landes : +5,78 %, France hors Mayotte : +2,11 %).
| 1793  | 1800 | 1806  | 1821  | 1831  | 1836  | 1841  | 1846  | 1851  |
| ----- | ---- | ----- | ----- | ----- | ----- | ----- | ----- | ----- |
| 1 013 | 685  | 1 078 | 1 324 | 1 708 | 1 775 | 2 027 | 2 432 | 3 022 |

| 1856  | 1861  | 1866  | 1872  | 1876  | 1881  | 1886  | 1891  | 1896  |
| ----- | ----- | ----- | ----- | ----- | ----- | ----- | ----- | ----- |
| 3 704 | 2 817 | 2 861 | 3 019 | 3 061 | 3 240 | 3 514 | 3 614 | 3 642 |

| 1901  | 1906  | 1911  | 1921  | 1926  | 1931  | 1936  | 1946  | 1954  |
| ----- | ----- | ----- | ----- | ----- | ----- | ----- | ----- | ----- |
| 3 720 | 3 656 | 3 948 | 3 718 | 3 870 | 3 956 | 4 025 | 4 225 | 4 316 |

| 1962  | 1968  | 1975  | 1982  | 1990  | 1999   | 2006   | 2011   | 2016   |
| ----- | ----- | ----- | ----- | ----- | ------ | ------ | ------ | ------ |
| 5 037 | 5 795 | 8 220 | 9 028 | 9 452 | 10 226 | 11 830 | 12 574 | 13 092 |

| 2021   | 2022   | - | - | - | - | - | - | - |
| ------ | ------ | - | - | - | - | - | - | - |
| 14 317 | 14 114 | - | - | - | - | - | - | - |

## Lieux et monuments

### Voies
| 314 odonymes recensés à Saint-Paul-lès-Dax au 26 janvier 2014 | 314 odonymes recensés à Saint-Paul-lès-Dax au 26 janvier 2014 | 314 odonymes recensés à Saint-Paul-lès-Dax au 26 janvier 2014 | 314 odonymes recensés à Saint-Paul-lès-Dax au 26 janvier 2014 | 314 odonymes recensés à Saint-Paul-lès-Dax au 26 janvier 2014 | 314 odonymes recensés à Saint-Paul-lès-Dax au 26 janvier 2014 | 314 odonymes recensés à Saint-Paul-lès-Dax au 26 janvier 2014 | 314 odonymes recensés à Saint-Paul-lès-Dax au 26 janvier 2014 | 314 odonymes recensés à Saint-Paul-lès-Dax au 26 janvier 2014 | 314 odonymes recensés à Saint-Paul-lès-Dax au 26 janvier 2014 | 314 odonymes recensés à Saint-Paul-lès-Dax au 26 janvier 2014 | 314 odonymes recensés à Saint-Paul-lès-Dax au 26 janvier 2014 | 314 odonymes recensés à Saint-Paul-lès-Dax au 26 janvier 2014 | 314 odonymes recensés à Saint-Paul-lès-Dax au 26 janvier 2014 | 314 odonymes recensés à Saint-Paul-lès-Dax au 26 janvier 2014 | 314 odonymes recensés à Saint-Paul-lès-Dax au 26 janvier 2014 |
| Allée                                                         | Avenue                                                        | Bld                                                           | Chemin                                                        | Cité                                                          | Impasse                                                       | Montée                                                        | Passage                                                       | Place                                                         | Pont                                                          | Route                                                         | Rue                                                           | Square                                                        | Villa                                                         | Autres                                                        | Total                                                         |
| ------------------------------------------------------------- | ------------------------------------------------------------- | ------------------------------------------------------------- | ------------------------------------------------------------- | ------------------------------------------------------------- | ------------------------------------------------------------- | ------------------------------------------------------------- | ------------------------------------------------------------- | ------------------------------------------------------------- | ------------------------------------------------------------- | ------------------------------------------------------------- | ------------------------------------------------------------- | ------------------------------------------------------------- | ------------------------------------------------------------- | ------------------------------------------------------------- | ------------------------------------------------------------- |
| 10                                                            | 12                                                            | 3                                                             | 38                                                            | 1                                                             | 41                                                            | 0                                                             | 0                                                             | 3                                                             | 0                                                             | 16                                                            | 181                                                           | 0                                                             | 0                                                             | 9                                                             | 314                                                           |
| Notes « N »                                                   | Notes « N »                                                   | 1. 2. 3. 4. 5.                                                | 1. 2. 3. 4. 5.                                                | 1. 2. 3. 4. 5.                                                | 1. 2. 3. 4. 5.                                                | 1. 2. 3. 4. 5.                                                | 1. 2. 3. 4. 5.                                                | 1. 2. 3. 4. 5.                                                | 1. 2. 3. 4. 5.                                                | 1. 2. 3. 4. 5.                                                | 1. 2. 3. 4. 5.                                                | 1. 2. 3. 4. 5.                                                | 1. 2. 3. 4. 5.                                                | 1. 2. 3. 4. 5.                                                | 1. 2. 3. 4. 5.                                                |
| Sources : rue-ville.info & OpenStreetMap                      |                                                               |                                                               |                                                               |                                                               |                                                               |                                                               |                                                               |                                                               |                                                               |                                                               |                                                               |                                                               |                                                               |                                                               |                                                               |

### Édifices et sites
- L'église Saint-Paul possède une abside du XIIe siècle avec de magnifiques bas-reliefs. Elle se situe sur les chemins de Compostelle.
- L' Église Saint-Sauveur de Quillac, édifice d’environ 48 m² du XIIe siècle à l'emplacement d'une des pièces chauffées de la villa est érigée une église à nef unique, et chevet plat. Elle est attestée dans un document ecclésiastique du XIIe siècle et oubliée depuis. Aujourd'hui il n'en reste que le sol en tomettes, dont les pierres auraient servi pour la construction de la ferme de Céros existante à côté du site. Autour de l'église, un cimetière où furent retrouvées 305 sépultures. Cimetière et église semblent avoir été abandonné au milieu du XVIIe siècle.
- La maison de Pierre Benoit, auteur de Mademoiselle de La Ferté.
- Le moulin de Poustagnacq.

### Culte
- Église catholique de Saint-Paul.
- Église évangélique tzigane.

## Culture
- Festival les tempos du Monde[37].
- Festival européen des artistes de cirque (novembre)[38].

## Économie
- Station thermale (10e station française).
- Le Grand Mail : centre commercial.

## Personnalités liées à la commune
- Henriette Jelinek.
- Gaston Larrieu, peintre.

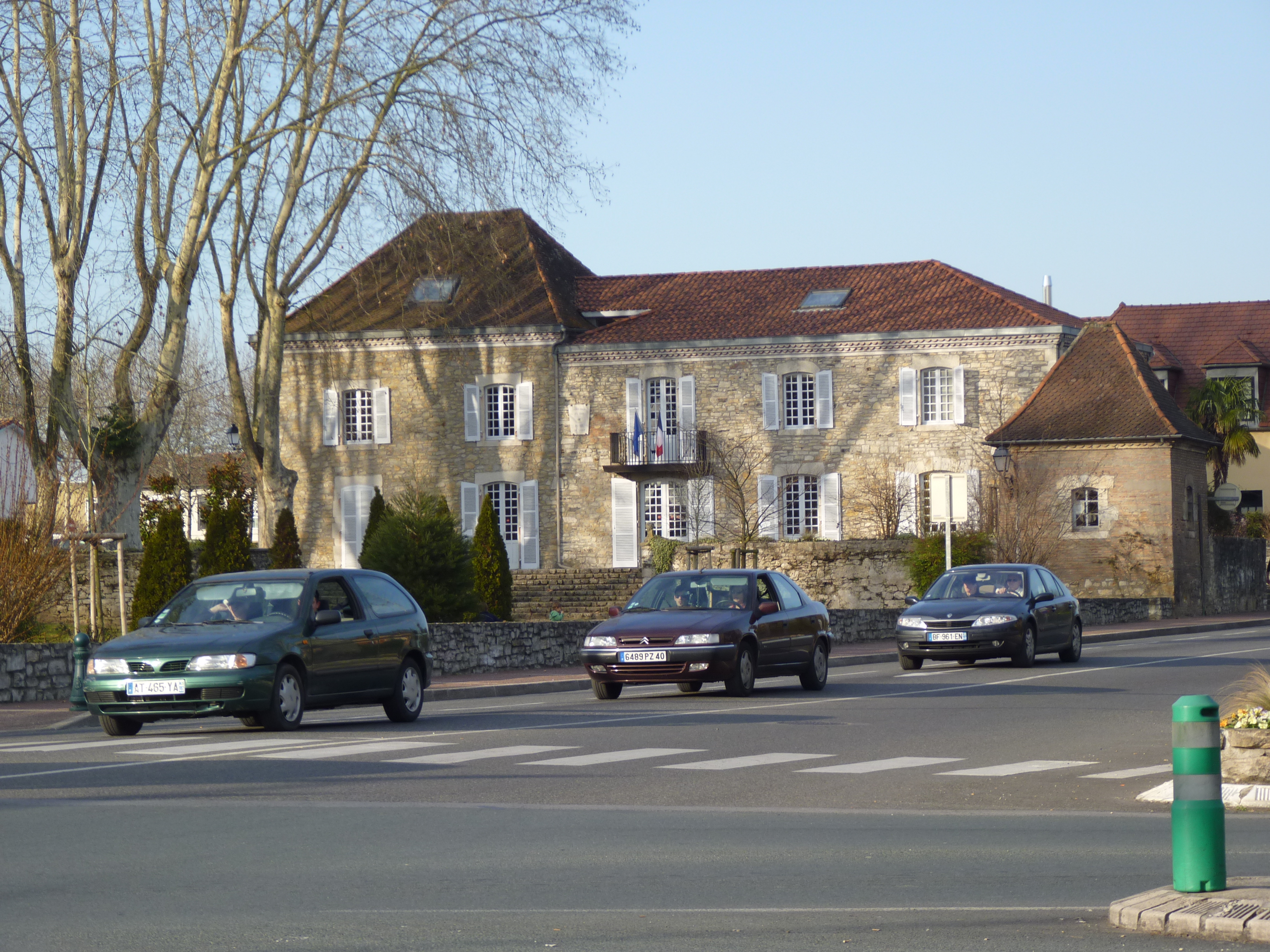
Mairie.

- Pierre Benoit, écrivain (auteur de Mademoiselle de La Ferté).
- Maurice Boyau, aviateur.
- Théodore Denis (1858-1908), homme politique, maire de Dax, député des Landes de 1893 à 1908.
- Camille Dussarthou (1907-1965), maire de la commune (jusqu'en 1965), député de la deuxième circonscription des Landes (1962-1965).
- René Mondenx (1911-1971), résistant français, Compagnon de la Libération.
- Roger Junca (1915-2004), entrepreneur dans le thermalisme.
- Ray Letellier (1921-2009), artiste peintre, s'est définitivement installé à Saint-Paul-lès-Dax en 1981.
- Henri Lavielle (1921-1980), maire de la commune (1965-1980), président du conseil général des Landes de 1976 à 1980, député de la deuxième circonscription des Landes (1967-1980).
- Les frères Darbos, joueurs de rugby à XV : Claude Darbos (1936-2016) et Pierre Darbos (1939-2017).

## Jumelages
- Caldes de Montbui (Espagne) (contact dans les années 1990, puis jumelage signé en 2012).

## Sports

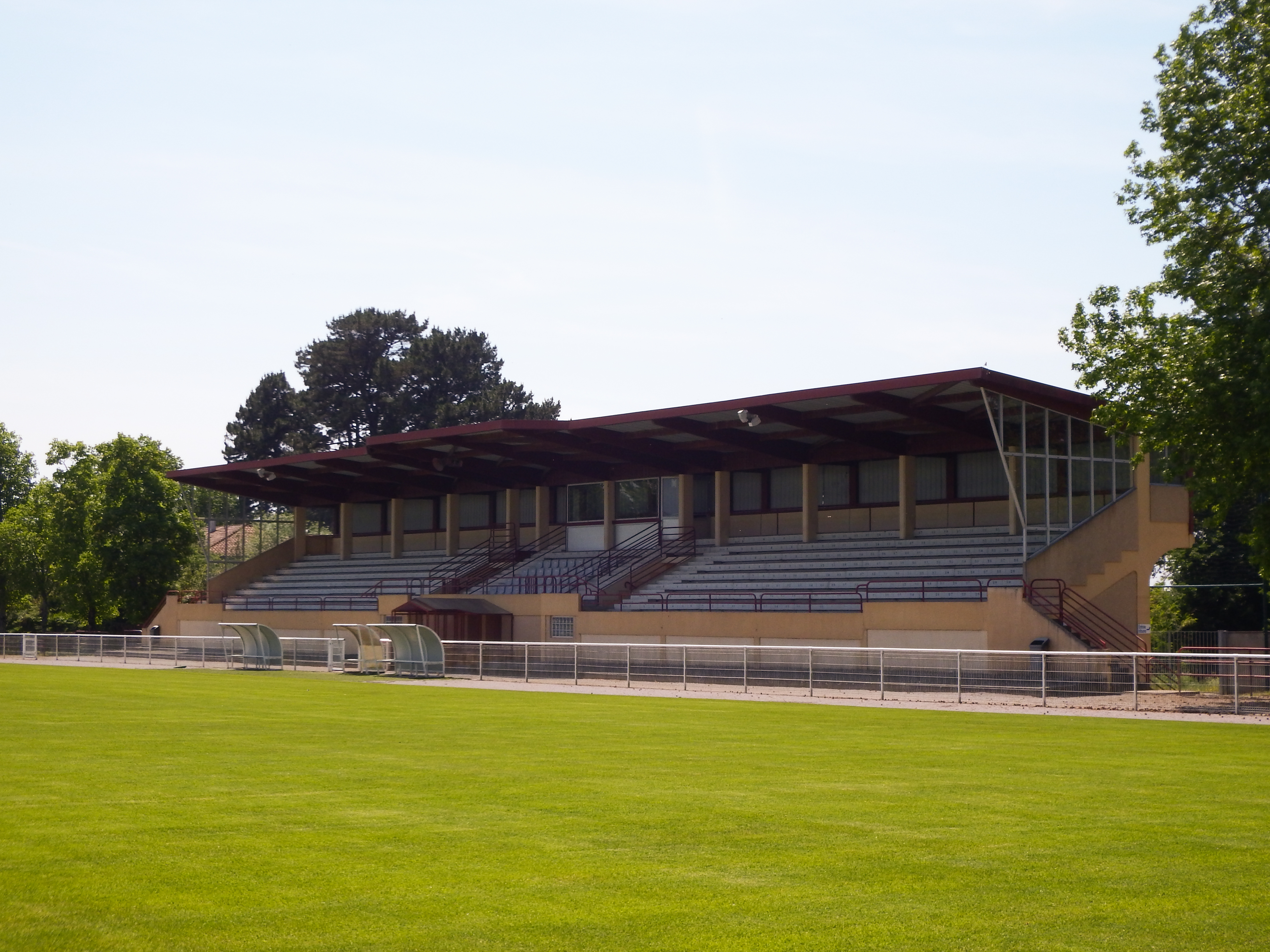
Stade municipal de Saint-Paul-lès-Dax, domicile du Saint-Paul sports rugby.

- Saint-Paul sports rugby : club de rugby à XV.